# Alfarb
Alfarb és un municipi del País Valencià situat a la comarca de la Ribera Alta.

## Geografia
Està situat en la Vall dels Alcalans, pertanyent a la comarca de la Ribera Alta, al costat del riu Magre, que travessa el terme municipal de nord a sud pel sector més occidental. El poble està emplaçat al marge dret, separat uns centenars de metres de Catadau i de Llombai, junt amb els quals forma la subcomarca del Marquesat. Cap al sud del nucli de població, on el riu és prou ample, hi ha una zona de gual que s'emprava per a travessar-lo des de molt antic, probablement des de l'època romana. Prop del Magre, en el seu marge esquerre, està el castell d'Alèdua, ja en terme municipal de Llombai; els terrenys de reg de l'antic poble d'Alèdua estan servits, precisament, per l'anomenada séquia d'Alèdua.
El territori és de superfície irregular, no té altures destacades i està drenat per diversos barrancs. Excepte per la part sud, està envoltat de muntanyes d'escassa altitud. El terreny és calcari, amb guixos i argila en algunes zones. La vegetació és escassa, sobretot arbustiva i herbàcia, com ara la garriga i l'espart. Al sud del nucli urbà d'Alfarb, el riu Magre forma un meandre semiencaixat en la partida de Penyes Negres. La major part del regadiu es troba al sud de la població, és a dir, vora riu i a la banda occidental de l'Almaguer, una espècie de plana o vall que recorre la carretera CV-520.
El clima és temperat, de tipus mediterrani, amb estius secs i calorosos i hiverns suaus. El Puntal del Besorí (Serra de Falaguera) presenta el seu vessant de solana cap a l'Almaguer, dins del terme municipal d'Alfarb.
Val a dir que el nom Almaguer, d'origen àrab, també existix a Toledo (Corral de Almaguer) i també en la Vila d'Almaguer a Colòmbia; significa 'canal'. En el cas d'Alfarb, el nom es pot deure al fet que forma una vall tectònica orientada d'oest a est, tancada entre les restes calcàries de dues rengleres de relleus residuals.

### Localitats limítrofes
El terme municipal d'Alfarb limita amb les següents localitats:
Al nord amb Llombai i Picassent (Horta Sud), a l'est amb Alginet i Benifaió, a l'oest amb Catadau i al sud amb Carlet.

### Accessos
- Autovia València - Albacete, (per interior) A-7 eixida 883, prenent després la CV-520.
- CV-50 (Llíria - Tavernes de la Valldigna) Prenent la CV-520 per la sortida de Llombai.
- Estació de MetroValència: Font d'Almaguer (Línia 1) Bétera-Castelló de la Ribera, situada a 8 km de la població.

## Història

### Prehistòria i Edat Antiga
Malgrat ser Alfarb un poble amb topònim àrab -al-harb, que vol dir “el despoblat”-, l'ocupació humana de les seues terres és molt anterior a la invasió musulmana. Ja en el Mesolític trobem assentaments humans al barranc de la Falaguera. Aquells primers pobladors deixaren com a testimoni un conjunt de pintures rupestres que representen escenes de caça amb cèrvids. Les pintures pertanyen a l'anomenat art llevantí, i van ser declarades Patrimoni de la Humanitat per la UNESCO. Amb l'edat dels metalls, els primitius pobladors d'Alfarb passaren a ocupar el cim d'alguns turons, com ara el Puntal, la Mallà o els Escopalls. D'aquell temps han arribat als nostres dies fragments de ceràmica, restes d'utensilis domèstics i trossos de molins barquiformes. També es conserven restes dels murs que envoltaven els hàbitats.
Amb la vinguda dels romans, el que ara coneixem per Alfarb va adquirir una certa importància, fet que es deduïx de les restes trobades en diferents llocs del terme municipal. L'epigrafia romana ha quedat consignada en algunes obres de la historiografia clàssica valenciana. Vicent Boix, en la seua obra Xátiva, memorias, recuerdos y tradiciones de esta antigua ciudad, cita l'existència de làpides romanes als murs de la torre del castell. El governador Francesc Benlloch, al segle xviii, també n'esmenta algunes. La primera, segons Josep Corell, és una inscripció funerària amb el següent text, traduït del llatí:
Màrcia Alba, filla de Quint, de 40 anys, ací està sepultada.
Que la terra et siga lleugera. 
(Dibuix de Francesc Benlloch, 1756).
Les altres dues inscripcions citades per Benlloch també són considerades funeràries per Corell:
Èumenes, esclau de Marc Proculei, de 40 anys, ací és sepultat.
Que la terra et siga lleugera... de 70 anys
(Dibuixos de Francesc Benlloch, 1756).
Una de les peces que no cita Benlloch, tot i que era a la torre al segle xviii i encara avui hi continua, és una làpida votiva dedicada a Hèrcules amb la inscripció Herculi invicto.
La làpida és a la paret de la torre que recau a l'est, a l'altura del primer pis dels actuals habitatges, i fou tapada per una construcció contigua. La troballa de dos fragments de columnes romanes de grans dimensions en unes obres a la plaça Nova d'Alfarb, juntament amb trossos de tegula i de fragments de petits pilarets procedents d'uns banys, denoten una presència romana de nivell econòmic elevat. Les columnes de marbre rosat provenen possiblement de la pedrera del Buixcarró; per tant, qui les va fer portar a l'Alfarb romà disposava de recursos i de mà d'obra suficient per a una despesa d'eixa magnitud.

### Temps islàmics
A l'arribada dels àrabs (segle viii) potser la vil·la romana estava despoblada. Almenys això explicaria per què els nouvinguts li donaren la denominació d'al-harb (“el despoblat”). Per tant, en algun moment dels cinc segles de domini islàmic, el solar ocupat per l'actual caseriu es va convertir en una alqueria, és a dir, un nucli de poblament rural habitat per famílies musulmanes. La susdita alqueria d'Alfarb es degué dotar com a mínim d'una fortificació, la qual cosa permet concloure que els àrabs hi van construir una torre aprofitant totes les restes arquitectòniques dels romans per tal de farcir els tapials. És per això que en els murs de la torre hi ha totes aquelles làpides esmentades adés, qüestió que va fer que, ja al segle xviii, Benlloch qualificara erròniament com a “Palacio romano” la torre àrab, per l'existència de làpides amb inscripcions llatines.

### L'Alfarb mudèjar i morisc
L'any 1238, en plena conquesta cristiana de l'actual territori valencià, Jaume I donava l'alqueria musulmana d'Alfarb al cavaller Pere de Montagut. Més tard passà a Gaulàbia i el 1393 Aymerich de Centelles es va convertir en el primer senyor feudal conjunt d'Alfarb i de tota la foia de Llombai. En 1404 va morir a Llombai l'esmentat Centelles en lluita contra el llinatge nobiliari dels Soler. A finals de la centúria, l'any 1478, la foia de Llombai o de les Torres Albes passà dels Centelles a Francesc Vives de Boïl. Després es va convertir en patrimoni dels Borja, que des de l'any 1530 van posseir el Marquesat de Llombai, gràcies al títol atorgat per l'emperador Carles I. Els habitants d'Alfarb, tots mudèjars, com va succeir al regne de València i als altres regnes hispànics, varen ser batejats a la força i considerats cristians nous (moriscos) des de 1525. La primera església d'Alfarb estigué dedicada a Santa Maria, com arreplega Benlloch, qui el 1756 deixà escrit que el temple d'Alfarb, annex a la parròquia de Llombai, apareixia sota l'advocació de la Mare de Déu en una visita pastoral de 1562.
La torre d'Alfarb, recentment rehabilitada, era un dels edificis propietat dels marquesos de Llombai, que al segle xvi, en les condicions de l'arrendament de l'immoble (1575), se'n reservaven l'ús com a habitació en cas que visitaren el marquesat: “Otrosí es pactado que siempre y cuando se offreciera o bien visto fuera a Sª N. I. ir a dicho marquesado de Lombay y tuviera necesidad del castillo de Alfarbe para habitacion de su señoria, el dicho arrendador le haya de deixar el dicho castillo y casa de Alfarbe vasia para la habitacion de su señoria y sacar los granos de los graneros dando empero su señoria al dicho arrendador otra casa comoda y suficiente adonde dicho arrendador pueda pasar dichos granos, y en ausencia de su señoria N.I. pueda tomar y habitar el dicho castillo y casa el dicho arrendador y tener sus granos en graneros, con que las costas que se causaren en mudar dichos granos venga a cargo y las pague su señoria Ilustrisima [...]”.

### L'Alfarb cristià
Lloc íntegrament de moriscos (90 focs segons el Cens de Caracena), la seua expulsió l'any 1609 va despoblar Alfarb fins l'arribada de trenta-tres noves famílies de cristians vells, que s'hi van establir en règim d'emfiteusi mitjançant carta de població signada el 29 de maig de 1611. Els nous habitants procedien, pràcticament tots, d'àrees pròximes. Els alfarbins, representats pel síndic Jaume Climent, van rebre el 1623 una concòrdia que millorava les seues condicions sòcio-econòmiques. Al cens de l'any 1646 Alfarb tenia només 35 veïns, que pujaren a 58 l'any 1692.
Com en gran part del territori valencià, la Guerra de Successió s'hi va caracteritzar per ser una mena de revolta camperola. De la repressió posterior forma part l'execució pels soldats borbònics de Francesc Chanquer, el 10 de juliol de 1708; l'ajusticiat era natural de Real de Montroi i estava casat amb Margarida Talamantes, veïna d'Alfarb. Es conserven un bon grapat de fonts primàries al·lusives a la susdita guerra, alguns dels quals ja han estat publicats.
L'any 1756, l'església d'Alfarb s'havia ampliat en la part de l'altar major, afegida a la part més antiga, que era la que recau a ponent. D'estil neoclàssic presenta una sola nau amb altars laterals. Entre les imatges de l'església cal fer esment d'un parell d'obres de l'imatger Vicent Rodilla i de dues més d'Octavi Vicent. L'obra més valuosa potser és una crucifixió a l'oli sobre tela del segle xviii, donada per un fidel d'Alfarb, que procedia d'Algemesí.
Aquell mateix any, Benlloch comenta a la seua obra que els veïns estaven construint una torre campanar amb diners del municipi. Quan el botànic Antoni Josep Cavanilles visità el marquesat de Llombai, entre els anys 1795-1797, per tal de preparar les seues Observaciones sobre la Historia Natural, Geografia, Agricultura, Poblacion y Frutos del Reyno de Valencia, ja pujà al campanar d'Alfarb, des del qual va poder replegar dades per fer el seu dibuix de la zona.
Des del punt de vista demogràfic, el segle xviii va constituir tot un èxit, atés que Alfarb sols tenia 76 cases l'any 1730, que ja havien pujat a 178 en 1756 (segons Benlloch). Després d'aleshores, les dades que tenim són d'habitants: el Cens d'Aranda (1768) hi va consignar 796 habitants, que augmentaren a 848 al Cens de Floridablanca (1786-1787).

### Temps posterior a fi del règim senyorial
El 1837, en virtut de les lleis de l'Estat, quedaren abolides les relacions senyorials, amb la qual cosa, Alfarb deixava de ser un poble sotmés a jurisdicció senyorial, quedant sense efecte el marquesat al qual havia pertanygut durant segles. No obstant això, l'últim arrendament senyorial del forn d'Alfarb com a regalia senyorial es va fer l'any 1852, i inclús es conserva l'escriptura de compra del susdit forn al marqués de Llombai.
Segons Pascual Madoz, cap a l'any 1842 Alfarb tenia 210 veïns i 852 habitants, mentre que el cens espanyol de 1857 donava per al municipi un total de 941 habitants, que pujaren a 1089 l'any 1900. L'evolució demogràfica continuà sent a l'alça fins a l'any 1950, moment en el qual s'hi varen comptabilitzar 1390 habitants. En efecte, l'any 1950 és un punt d'inflexió, ja que després la població d'Alfarb ha tendit a reduir-se, i cal esperar a 1981 per trobar de nou una tendència tímidament progressiva.
Alfarb és l'única població de la foia de Llombai que ha mantingut la simbologia borgiana a l'escut heràldic: el bou roig dels Borja figura a la part inferior de l'emblema municipal, com a record que la població formà part d'una senyoria dels Borja.

## Demografia
| 1990  | 1992  | 1994  | 1996  | 1998  | 2000  | 2002  | 2004  | 2006  | 2007  |
| ----- | ----- | ----- | ----- | ----- | ----- | ----- | ----- | ----- | ----- |
| 1.321 | 1.346 | 1.363 | 1.336 | 1.303 | 1.334 | 1.344 | 1.369 | 1.344 | 1.423 |

## Economia
Alfarb ha passat d'un sistema econòmic amb una gran importància de la muntanya i del secà, a una economia en què es barregen els conreus d'horta, la ramaderia -sobretot aviram-, la petita indústria prou diversificada - envasos de fusta i cartó, marbre, alumini i ferro, etc- i els servicis. La Cooperativa Agrícola San Salvador agrupa la major part dels agricultors locals, comercialitza la producció de cítrics i fruita, a través d'Anecoop. L'índex d'atur és baix i estacional. Una de les entitats locals de major prestigi és la Societat de Monts, que agrupa tots els veïns de la població i que obté els seus ingressos de les propietats en els monts -cada vegada menys - i de la subhasta del seu casino, ubicat a la plaça Nova. La Societat de Monts és propietària de l'immoble on està ubicat l'Ajuntament, els locals del qual els té cedits. El turisme rural és un dels aspectes econòmics encara sense explotar, tot i que el poble té condicions idònies.

## Política i Govern

### Composició de la Corporació Municipal
El Ple de l'ajuntament està format per 9 regidors. En les eleccions municipals de 26 de maig de 2019 foren elegits 5 regidors d'Iniciativa pel Poble-Compromís Municipal (IP-Compromís), 3 del Partit Popular (PP) i 1 del Partit Socialista del País Valencià (PSPV-PSOE).
| Eleccions municipals de 26 de maig de 2019 - Alfarb                                                                             |                                          |                                     |                                     |        |          |          |
| Candidatura | Candidatura                              | Candidatura                         | Cap de llista                       | Vots   | Vots     | Regidors |
| | Iniciativa pel Poble-Compromís Municipal |                                     | Santi Cervera Cardete               | 475    | 47,26%   | 5 (+2)   |
| | Partit Popular                           |                                     | Pedro José Esteve Giménez           | 350    | 34,83%   | 3 (-1)   |
| | Partit Socialista del País Valencià-PSOE |                                     | Raúl Mínguez Solá                   | 176    | 17,51%   | 1 (-1)   |
| | Vots en blanc                            |                                     |                                     | 4      | 0,40%    |          |
| Total vots vàlids i regidors | Total vots vàlids i regidors             | Total vots vàlids i regidors        | Total vots vàlids i regidors        | 1.005  | 100 %    | 9        |
| | Vots nuls                                | Vots nuls                           | Vots nuls                           | 8      | 0,79%    |          |
| Participació (vots vàlids més nuls)                                                                                             | Participació (vots vàlids més nuls)      | Participació (vots vàlids més nuls) | Participació (vots vàlids més nuls) | 1.013  | 82,42%** |          |
| Abstenció | Abstenció                                | Abstenció                           | Abstenció                           | 216*   | 17,58%** |          |
| Total cens electoral | Total cens electoral                     | Total cens electoral                | Total cens electoral                | 1.229* | 100 %**  |          |
| Alcalde: Santiago Cervera Cardete (IP-Compromís) (15/06/2019) Per majoria absoluta dels vots dels regidors                      |                                          |                                     |                                     |        |          |          |
| Fonts: JEC, JEZ València, M. Interior, Periòdic Ara. (* No són vots sinó electors. ** Percentatge respecte del cens electoral.) |                                          |                                     |                                     |        |          |          |

### Alcaldes
Des de 2015 l'alcalde d'Alfarb és Santiago Cervera Cardete (IP-Compromís).
| Període                       | Alcalde o alcaldessa                  | Partit polític | Data de possessió    | Observacions |
| ----------------------------- | ------------------------------------- | -------------- | -------------------- | ------------ |
| 1979–1983                     | Vicente Añó Roig                      | AE             | 19/04/1979           | --           |
| 1983–1987                     | Miguel Añó Asensi                     | AP-PDP-UL-UV   | 28/05/1983           | --           |
| 1987–1991                     | Miguel Añó Asensi                     | AP             | 30/06/1987           | --           |
| 1991–1995                     | José Antonio Gimeno Bisbal            | PP             | 15/06/1991           | --           |
| 1995–1999                     | Joaquín Monleón Barberá               | CEA            | 17/06/1995           | --           |
| 1999–2003                     | Carmen Añó Sanz                       | PP             | 03/07/1999           | --           |
| 2003–2007                     | Carmen Añó Sanz                       | PP             | 14/06/2003           | --           |
| 2007–2011                     | Carmen Añó Sanz                       | PP             | 16/06/2007           | --           |
| 2011–2015                     | Carmen Añó Sanz José Miguel Añó Ortiz | PP             | 11/6/2011 19/11/2013 | Defunció     |
| 2015–2019                     | Santiago Cervera Cardete              | IP-Compromís   | 13/06/2015           | --           |
| 2019-2023                     | Santiago Cervera Cardete              | IP-Compromís   | 15/06/2019           | --           |
| Des de 2023                   | Raúl Mínguez Solá                     | PSPV-PSOE      | 17/06/2023           | --           |
| Fonts: Generalitat Valenciana |                                       |                |                      |              |

## Monuments i llocs d'interés
- Castell d'Alfarb. Del segle xii, solament resta una sòlida torre rectangular en la part més alta de la població, enfront del riu Magre i envoltada i encaixonada per habitatges particulars que l'oculten parcialment al nucli antic. Està declarada BIC i en un relatiu bon estat, construïda amb argamassa i maçoneria. En la seua base s'aprecien diverses làpides amb inscripcions llatines (en una d'elles pot llegir-se Hercule Invicte), cosa que fa pensar en un possible origen romà, encara que el més probable és que es tracte de material antic d'altra procedència. Molt probablement és una construcció islàmica, d'acord amb la tècnica constructiva, encara que no pot descartar-se que es tracte d'una edificació feudal que utilitzara materials i mà d'obra musulmana. Igualment, sobre l'aspecte i grandària del castell al qual pertanyia només es poden fer conjectures. Degué tractar-se d'una petita fortificació per a defendre l'alqueria i els seus habitants.

- Església parroquial de Sant Jaume Apòstol. És una construcció del segle xviii, situada sobre una antiga església dedicada a Santa Maria. L'església ha sofert diverses modificacions al llarg dels anys, però el més significatiu es produïx en 1931, quan es van contractar uns pintors que van decorar els blancs i negres que fins llavors havien en les parets i voltes revestint-les amb guix i pintant-les, donant-li l'aspecte que encara avui conserva.

- Pintures rupestres pertanyents a l'art llevantí, declarades per la UNESCO com a Patrimoni de la Humanitat. Estan situades al Barranc de la Falaguera, paratge d'extraordinària riquesa botànica i paisatgística. La Conselleria de Cultura es va encarregar el 1999 de col·locar unes reixes per protegir-les. També n'hi han al Barranc de la Xivana.[16]

- Jaciments arqueològics pertanyents a diverses èpoques històriques. Trobem jaciments al paratge dels Ascopalls, al Puntal i a la Mallà. S'han trobat restes romanes al bany, a la plaça Nova i hi ha també vestigis romans a la torre medieval.

- Ruïnes de l'antic algepsar d'Alfarb[17]

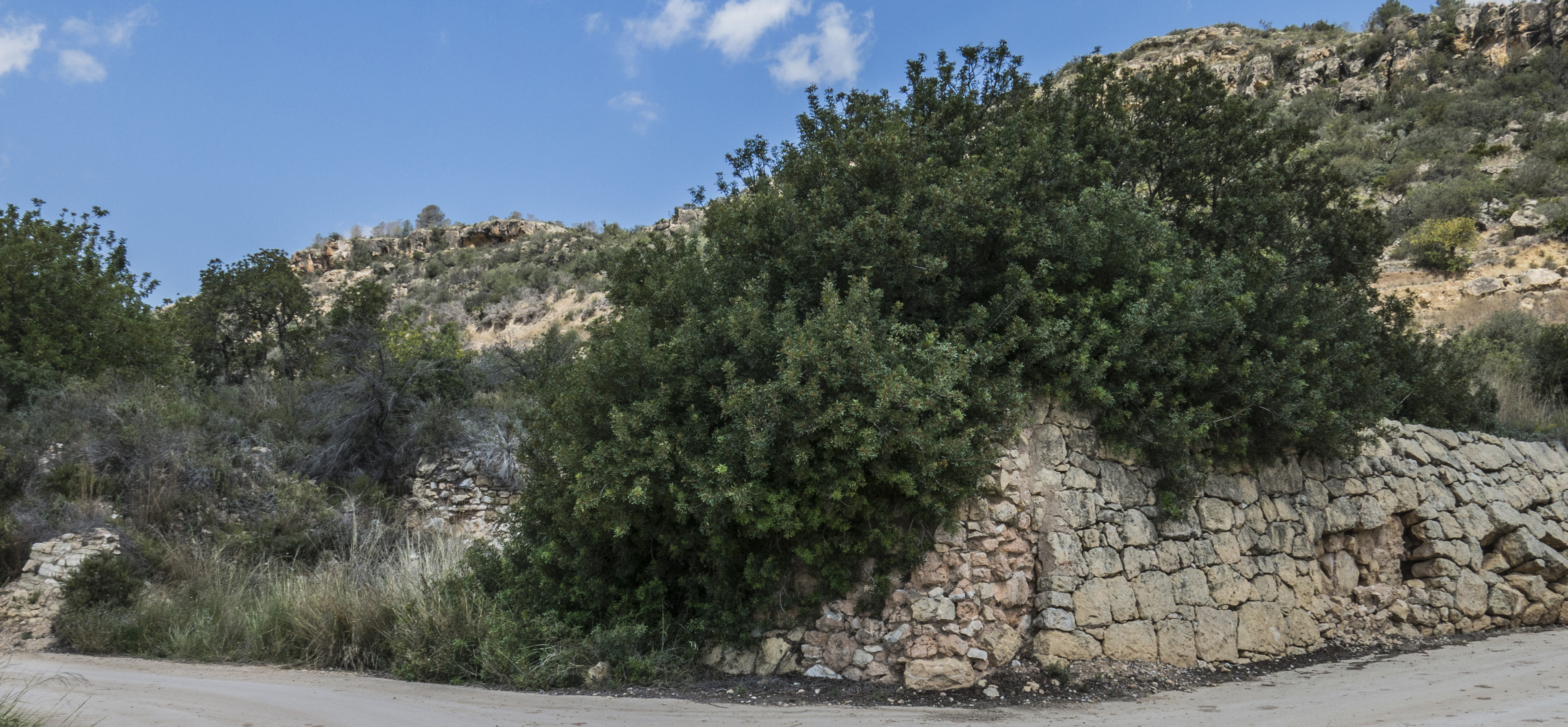
Algepsar
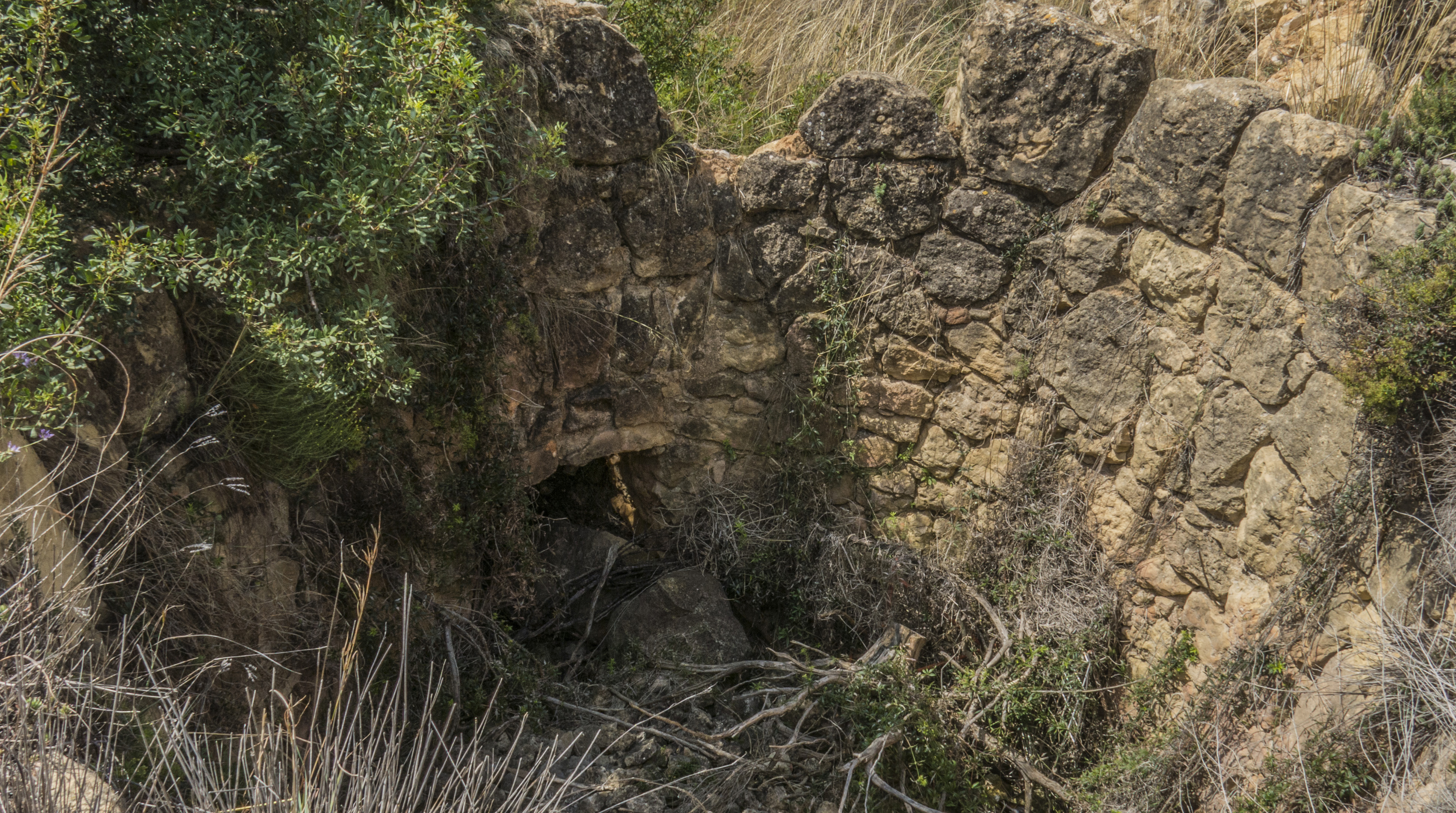
Forn primer.
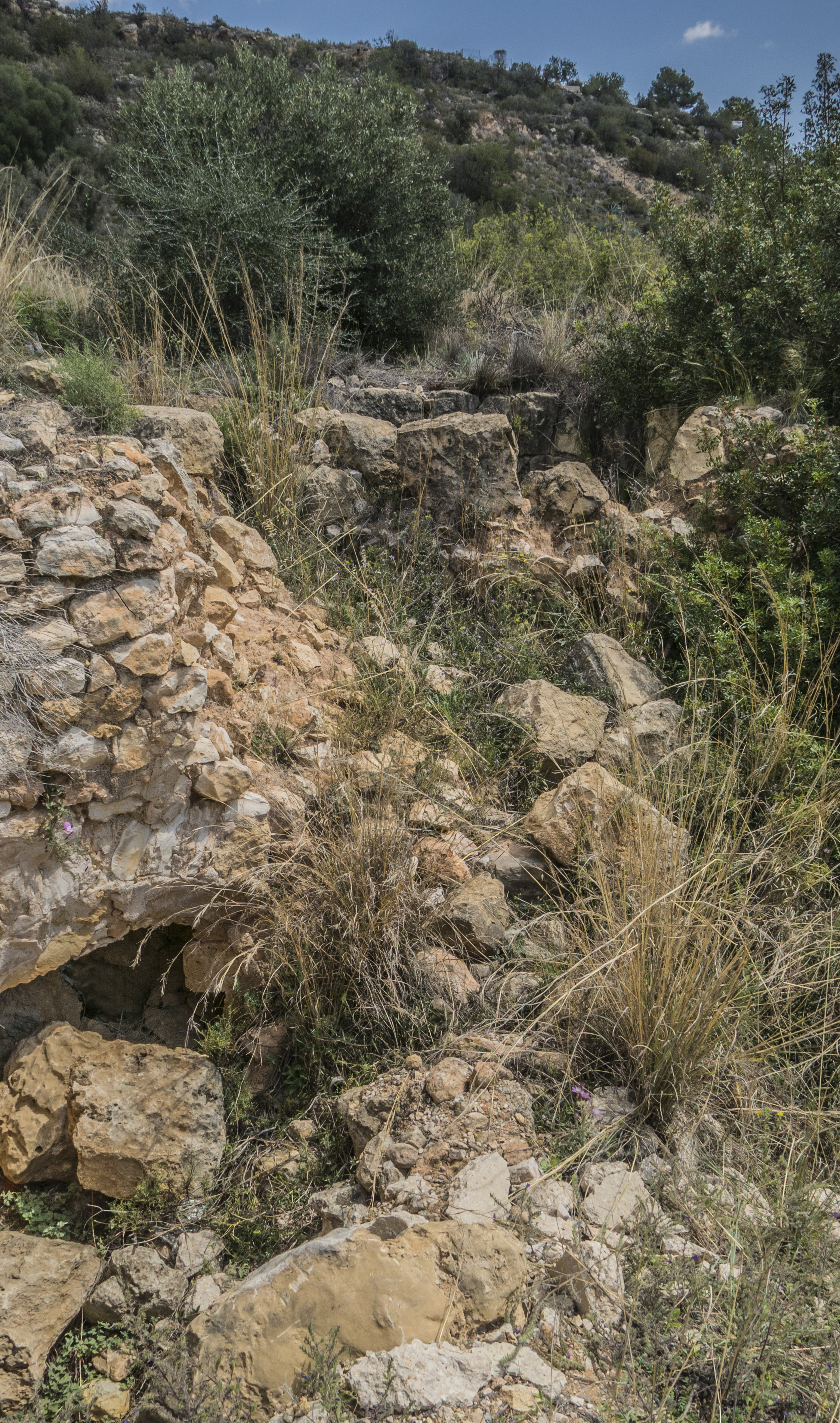
Forns primer i segon.
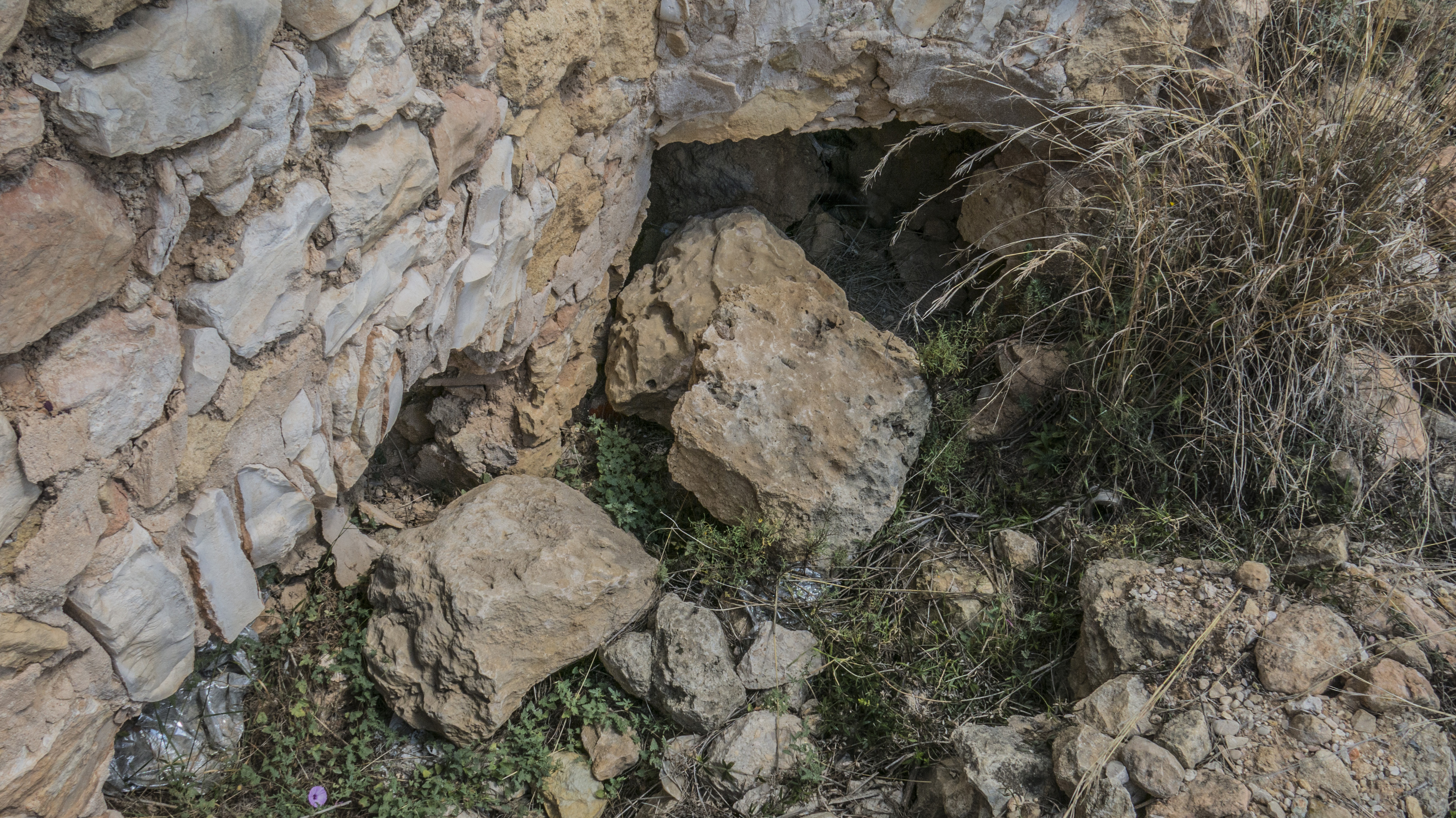
Forn segon.
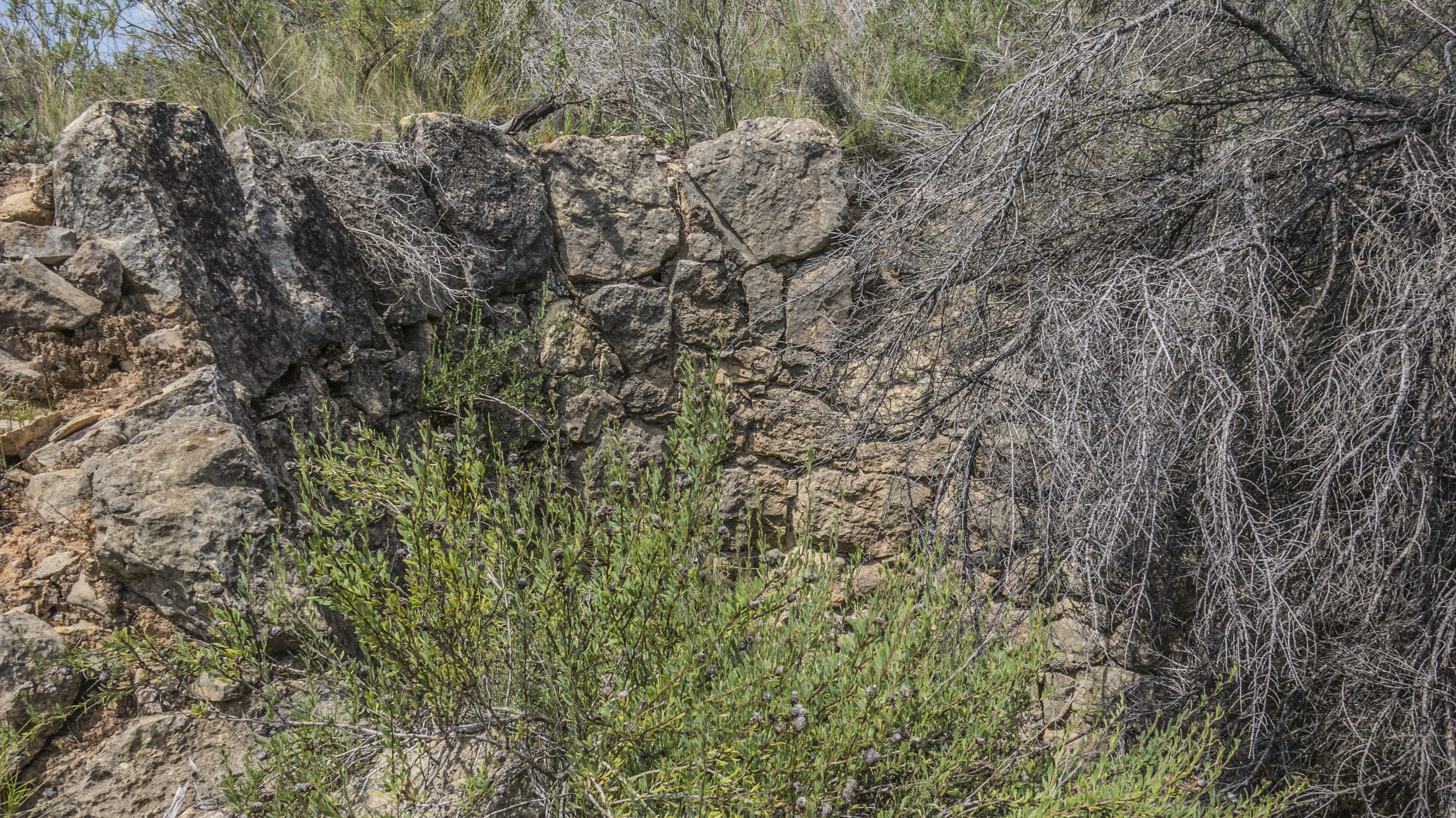
Forn tercer.

## Cultura
- Escola de danses d'Alfarb. Entitat de creació municipal, que s'encarrega de recuperar el ric folklore del poble. Hereva directa del desaparegut grup de danses Coca de Dacsa, l'Escola programa durant l'any una sèrie d'activitats encaminades a donar esplendor a la música i les danses tradicionals. Els membres de l'Escola ballen en la processó de la Mare de Déu dels Desamparats i de Sant Jaume, en la celebració de les fogueres de Sant Joan i organitzen un concert pel Nadal. El 2000 enregistraren un disc compacte titulat "Musica tradicional d'Alfarb"
- Fum de botja. Associació cultural que publica la revista del mateix nom, amb informacions dels tres pobles del Marquesat. Entre altres, ha organitzat plantacions amb motiu del dia de l'arbre i un concurs de dibuix per a escolars dels tres col·legis públics. El 2001 ha iniciat el festival de música rock "Falaguera Rock 01" que a causa de l'èxit aconseguit tindrà continuïtat.
- Banda de música la Lira. Entitat musical amb una llarga trajectòria que li ha donat alguns prestigiosos premis. D'entre els seus membres han sorgit alguns músics destacats que han tocat o toquen en bandes i orquestres de tot l'estat.
- Club de pilota. Entitat esportiva que ha mantingut viu l'esport de la Pilota Valenciana. Durant la dècada dels vuitanta, parlar d'Alfarb en pilota era parlar dels campions indiscutibles en la modalitat de galotxa. El mestratge de Conrado i el bon joc d'Agustín, Sopetes, i d'altres han donat grans triomfs al club.
- Escola de dolçaina i tabalet "Honorat Gil". Associació cultural nascuda el 2009 i dedicada a formar dolçainers i tabaleters per a poder abastir l'escola de danses d'Alfarb i per a fer sonar els instruments més tradicionals per tot arreu del País Valencià.

## Festes i celebracions
- Festes majors. En honor de Sant Roc i Sant Jaume, cap al 25 de juliol.